# Balboa (Espanha)
Balboa (Valboa en galego) é um município da Espanha na província de León, comunidade autónoma de Castela e Leão, de área 51,12 km² com população de 417 habitantes (2007) e densidade populacional de 8,16 hab./km². É um dos municípios do Bierzo onde se fala galego.

## Demografia
| Variação demográfica do município entre 1991 e 2004 | Variação demográfica do município entre 1991 e 2004 | Variação demográfica do município entre 1991 e 2004 | Variação demográfica do município entre 1991 e 2004 |
| --------------------------------------------------- | --------------------------------------------------- | --------------------------------------------------- | --------------------------------------------------- |
| 1991                                                | 1996                                                | 2001                                                | 2004                                                |
| 611                                                 | 501                                                 | 439                                                 | 409                                                 |